# La casa (film 2013)
La casa (Evil Dead) è un film del 2013 diretto da Fede Álvarez.
Film horror con protagonisti Jane Levy, Shiloh Fernandez, Lou Taylor Pucci, Jessica Lucas ed Elizabeth Blackmore. Quarto film della saga Evil Dead (in Italia ribattezzata La casa), finanziato dalla TriStar Pictures, società appartenente al gruppo Sony Pictures, è il remake dell'omonimo classico del 1981 diretto da Sam Raimi, che qui ricopre il ruolo di produttore con la sua Ghost House Pictures insieme ai soci storici Bruce Campbell e Robert Tapert (rispettivamente l'attore protagonista e il produttore dell'originale). Girato in Nuova Zelanda ma ambientato negli USA, e scritto dallo stesso Álvarez con Rodo Sayagues, il film è molto fedele all'originale ad eccezione del personaggio principale femminile al posto di quello maschile. Costato 17 milioni di dollari e uscito a 21 anni di distanza dal film precedente, ne ha incassati quasi 100 milioni al box office mondiale, rivelandosi il più grande successo della saga. Il franchise ha continuato per il piccolo schermo con la serie Ash vs Evil Dead (2015-18), che non ha ripreso gli avvenimenti di questo remake, ma ha fatto da seguito ai primi tre film.

## Trama
Due uomini catturano una ragazza nel bosco e la imprigionano in un seminterrato. Qui un'anziana donna, leggendo alcune pagine del Necronomicon Ex-Mortis, soprannominato anche Naturom Demonto, un antico testo demoniaco rilegato in pelle umana e scritto con il sangue, stabilisce che la giovane è posseduta da un'entità malvagia e che l'unico modo per salvarle l'anima sia di bruciarla viva. La ragazza implora di essere risparmiata, ma davanti all'indifferenza degli astanti, tra cui il padre, si rivela veramente posseduta e viene bruciata.
Tempo dopo, cinque amici si ritrovano in una baita sperduta tra i boschi del Michigan per trascorrere il weekend insieme. Il gruppo è composto da Mia, una tossicodipendente che da tempo tenta senza successo di smettere con la droga, da suo fratello David, col quale ha un rapporto conflittuale avendola lasciata sola ad accudire la madre affetta da disturbo mentale, da Olivia, una giovane infermiera loro amica, da Eric, il migliore amico di David, e da Natalie, con la quale quest'ultimo si è da poco fidanzato.
La sera del loro arrivo, i ragazzi notano una botola sul pavimento che porta a una cantina piena di carcasse di animali e tracce di sangue, e qui trovano un fucile e un libro. Il testo rinvenuto è il Necronomicon Ex-Mortis, ed Eric capisce subito che deve trattarsi di qualcosa legato all'occulto. Mentre il giovane legge dei passaggi del libro ad alta voce, a sua insaputa evoca un demone.
Mia, che nel frattempo è in crisi di astinenza, vede una donna insanguinata somigliante a lei aggirarsi nei boschi. La ragazza, spaventata da questa visione, fugge con la macchina, ma sulla strada ha un incidente e subito dopo viene posseduta con i rami degli alberi dal demone evocato da Eric. Il fratello e gli amici, andati a cercarla, la trovano svenuta e la riportano in casa. Quando Mia si risveglia non è più se stessa, dando segni di squilibrio mentale e ferendosi da sola. David, convinto che la sorella stia male a causa della droga, decide di portarla in ospedale, ma scopre che nel frattempo il fiume è straripato distruggendo il ponte che collega i boschi alla strada principale.
Intanto Eric si rende conto che i sintomi di Mia sono quelli di una possessione demoniaca descritta nel libro, ma non ne fa parola con alcuno, temendo di avere causato in prima persona il risveglio del demone. Di notte, mentre i ragazzi parlano in salotto, vengono raggiunti da Mia, che ha in mano il fucile. David le intima di posarlo, ma lei spara al fratello colpendolo alla spalla: Olivia tenta di strapparle l'arma dalle mani e durante la colluttazione Mia le vomita del sangue in faccia.
Dopo essere riuscita a rinchiudere l'amica posseduta nella cantina, Olivia corre in bagno per sciacquarsi via il sangue, ma anche lei viene posseduta e si ferisce volontariamente il volto con un frammento di specchio. Eric, andato a cercarla, viene aggredito, e nel difendersi uccide la giovane smembrandola con un'ascia. David, ripresosi dalla fucilata alla spalla e aiutato da Natalie, trasporta l'amico rimasto gravemente ferito dallo scontro con Olivia al capanno degli attrezzi per medicarlo, mentre questi cerca di spiegargli quello che è riuscito a capire. Natalie, tornata in casa per prendere acqua e zucchero, viene attirata con l'inganno da Mia che le morde la mano e cerca di trascinarla nella botola della cantina.
David giunge appena in tempo per soccorrerla, ma la ferita alla mano poco dopo comincia a infettare il resto del corpo di Natalie. La ragazza, in preda alla disperazione, si amputa il braccio con un coltello elettrico ma non serve a niente, perché ora anche lei è posseduta e aggredisce l'amico con una sparachiodi. David è costretto a ucciderla per fermarla e subito dopo Eric, come letto nel libro, spiega a David che ci sono tre modi per interrompere la possessione di Mia: bruciare il corpo, smembrarlo o seppellirlo vivo. David decide di scappare dalla casa dandole fuoco con la sorella chiusa in cantina e di portare Eric, ormai moribondo per le ferite, in ospedale.
Il giovane inizia a cospargere di benzina l'abitazione ma prima di appiccare il fuoco azzarda un tentativo per salvare la sorella preparando una buca per seppellirla viva e costruendo un defibrillatore artigianale per poi rianimarla. Finiti i preparativi, David scende nella botola, dove viene attaccato da Mia. Il ragazzo ha la peggio e sta per essere ucciso, ma grazie all'intervento di Eric riesce a tramortire e a sedare la sorella posseduta. Eric muore subito dopo e David inizia a seppellire Mia, che tenta di fermarlo rinfacciandogli i suoi errori del passato. Una volta seppellita viva e soffocata, il demone esce dal corpo della giovane.
David quindi la dissotterra velocemente riuscendo con grande difficoltà a rianimarla con il defibrillatore. Ora Mia sembra ritornata in sé, e i due si preparano ad andarsene, ma il ragazzo viene ferito gravemente da Eric, risvegliatosi posseduto. David, ormai in fin di vita, si sacrifica dando fuoco alla casa con Eric e lui stesso all'interno. Mentre Mia piange per la morte del fratello, inizia a piovere sangue dal cielo. Infatti, come descritto nel libro, le cinque anime sono state sacrificate e il rituale raccontato da Eric per incarnare il demone dall'inferno è concluso. Questo esce dalla terra con le sembianze di Mia per disorientarla e cercando immediatamente di ucciderla, ma la ragazza non si perde d'animo e dopo una lunga lotta in cui perde la mano destra riesce ad avere la meglio sul demone smembrandolo con una motosega. Mentre la giovane si allontana dalla casa in fiamme, il Necronomicon Ex-Mortis, rimasto intatto dal fuoco, si richiude da solo.
Nella scena finale dopo i titoli di coda, appare Ash Williams che, in penombra e visibilmente invecchiato, pronuncia la sua famosa esclamazione "Groovy!".

## Produzione

### Sviluppo
Già dalla metà degli anni 2000, Sam Raimi intendeva produrre il remake del suo film d'esordio per ridare vita al franchise di La casa che si era interrotto nel 1992 con L'armata delle tenebre. In questa fase embrionale del progetto, avrebbe voluto affidarne la regia a Rob Zombie o a Park Chan-wook.
Dei tre produttori della saga, solo Bruce Campbell era inizialmente poco convinto dell'operazione perché non avrebbe voluto un nuovo attore che nel film interpretasse Ash Williams al suo posto. Di conseguenza Raimi e Robert Tapert decisero di accontentare l'amico optando per un personaggio femminile al posto di Ash come «nuovo eroe». Campbell, oltre a produrre il film, apparirà nel suo ruolo iconico in una breve scena alla fine dei titoli di coda.
Per scrivere e dirigere questo remake, Raimi scelse il giovane regista Uruguaiano Fede Álvarez, dopo essere rimasto piacevolmente colpito dal suo cortometraggio Ataque de Pánico! (2009). Álvarez, al suo esordio in un lungometraggio, chiamò come cosceneggiatore il suo amico e collaboratore Rodo Sayagues, con cui aveva già scritto il corto. I due, prologo e finale a parte, sono stati fedeli alla sceneggiatura del film originale ma hanno cambiato il personaggio principale in una donna e contestualizzato la storia che Raimi aveva scritto oltre 30 anni prima.
La sceneggiatrice premio Oscar Diablo Cody, senza essere accreditata nei titoli, ha revisionato lo script degli Uruguaiani Álvarez e Sayagues rendendolo più adatto a un pubblico statunitense.
La TriStar Pictures e le altre società finanziatrici, hanno messo insieme un budget di produzione da 17 milioni di dollari.
Il casting dei ruoli principali si è svolto a Los Angeles tra la fine del 2011 e il febbraio 2012 in presenza dei produttori Sam Raimi e Bruce Campbell. Come protagonista nel ruolo di Mia venne scritturata inizialmente Lily Collins, che abbandonò quasi subito il progetto per essere sostituita da Jane Levy, star emergente della serie Suburgatory, mentre la parte di Olivia venne data a Jessica Lucas, già apparsa in altri film horror (The Covenant e Cloverfield). Per i ruoli maschili di David ed Eric furono ingaggiati rispettivamente Shiloh Fernandez e Lou Taylor Pucci.
Le attrici Agnes Bruckner e Thora Birch fecero il provino per il ruolo di Natalie, ma all'ultimo la parte venne data alla meno conosciuta Elizabeth Blackmore.

### Riprese
La preparazione e il grosso delle riprese del film, nonostante l'ambientazione americana, per questioni economiche furono effettuate in Nuova Zelanda nei pressi di Auckland, sotto la guida di Robert Tapert, il produttore della trilogia originale.
L'attrice australiana Elizabeth Blackmore venne scritturata per la parte di Natalie poco prima dell'inizio delle riprese. Blackmore aveva già recitato nella seconda stagione della serie La spada della verità, sempre prodotta da Robert Tapert e Sam Raimi.
Le riprese sono durate circa 70 giorni tra marzo e maggio 2012.
Álvarez ha girato le scene del film quasi interamente in ordine cronologico.
Il 90% degli effetti speciali presenti nel film sono stati realizzati sul set per una precisa scelta stilistica di Álvarez che rendeva omaggio alla trilogia originale. Solo per le sequenze con il fuoco e in qualche altro ritocco, il regista ha ricorso all'uso della CGI in post-produzione.
Durante le riprese, la crew degli effetti speciali ha utilizzato 70 mila galloni (equivalenti a circa 264 mila litri) di sangue finto. Tra questi, solo per la scena finale sono stati utilizzati 50 mila galloni.
Le giornate di re-shot (rifacimenti e scene aggiuntive) si sono svolte a Los Angeles in concomitanza della post-produzione.

### Post-produzione
La post-produzione del film è cominciata in Nuova Zelanda nella tarda primavera del 2012 per poi spostarsi a Los Angeles, dove si è conclusa a inizio 2013.
Il montaggio è stato curato dal neozelandese Bryan Shaw, che aveva già lavorato per Sam Raimi e Robert Tapert nella serie televisiva Spartacus. Shaw tornerà a lavorare per questo franchise dal 2015 al 2018, montando otto episodi e il finale di Ash vs Evil Dead.
Le musiche del film sono state scritte dal noto compositore Spagnolo Roque Baños, che in futuro collaborerà ancora con Fede Álvarez per Man in the Dark e Millennium - Quello che non uccide.
Montaggio del suono e mixer sono stati realizzati sotto la supervisione di Bruce Campbell e di Sam Raimi. I due produttori già in passato avevano curato il sound design dei primi film della saga.
In colonna sonora sono state inserite le voci dell'attrice Ellen Sandweiss e del doppiatore Bob Dorian, prese dal materiale d'archivio del film originale. I due sono stati comunque accreditati nei titoli di coda come membri del nuovo cast con la dicitura «dall'originale Evil Dead» affiancata al nome dei rispettivi personaggi che impersonavano nel film di Sam Raimi del 1981.
Il cameo di Bruce Campbell nella breve scena post-credits è stato girato con un iPhone da Fede Álvarez verso la fine della post-produzione su insistenza dello stesso regista.

## Promozione
In data 6 febbraio 2013 è stato pubblicato il teaser trailer, anche in versione italiana. Successivamente, per continuare la promozione del film, la Sony Pictures ha editato a livello mondiale una serie di immagini ad alta risoluzione e il trailer della pellicola. La casa è stato proiettato per la prima volta al South by Southwest Film Festival l'8 marzo 2013 alla presenza del regista, dei tre produttori, e di Jane Levy. Bruce Campbell, durante la fase di lancio, ha spesso accompagnato Álvarez e il cast principale a presentazioni, anteprime e conferenze stampa per aiutare con la sua presenza l'avvicinamento del fandom della trilogia originale. In Italia, il film si è visto in anteprima al Future Film Festival il 17 aprile 2013.

## Distribuzione

### Data di uscita
La casa è stato distribuito negli Stati Uniti e in Canada dalla Sony Pictures il 5 aprile 2013, in 3 025 schermi cinematografici, piazzandosi in prima posizione al box office nella classifica del weekend. Lo stesso giorno, il film uscì nelle sale di altri paesi come Spagna, Messico, Polonia, Russia e Uruguay, mentre in Argentina era già uscito il 4 maggio. Tra l'11 aprile e il 16 agosto la pellicola venne distribuita nei cinema di quasi tutto il mondo terminando la sua corsa in Sudafrica. In Italia, La casa è uscito il 9 maggio 2013 in 268 sale cinematografiche distribuito dalla Warner Bros., diventando il terzo film più visto nel weekend.

### Divieti
Negli Stati Uniti il film è stato classificato come Restricted (vietato ai minori di 17 anni non accompagnati da un adulto), in Germania è stato vietato ai minori di 18 anni, in Francia ai 16, e in Italia ai 14.

### VersioneUnrated Cut
Esiste una versione estesa di 96 minuti chiamata Unrated Cut con una scena extra – dove un camionista soccorre Mia – inserita a metà dei titoli di coda, e altre inquadrature o dialoghi che in origine erano stati tagliati nonostante fossero presenti nel trailer originale; inoltre a livello visivo c'è più ricchezza di effetti speciali e particolari macabri. Questa nuovo cut è stato trasmesso per la prima volta in Inghilterra su Channel 4 il 25 gennaio 2015, e successivamente rilasciato dalla Sony Pictures su Blu-ray Disc negli Stati Uniti il 23 ottobre 2018, insieme alla versione cinematografica.

## Accoglienza

### Incassi
Nel 2013 il film ha incassato a livello mondiale 99 010 045 dollari, a fronte di un costo di soli 17 milioni. L'incasso nordamericano (Stati Uniti e Canada) è stato di 54 239 856 dollari con una programmazione massima in 3 025 schermi cinematografici, e nel weekend di apertura con lo stesso numero di sale il film ha realizzato 25 775 847 dollari, piazzandosi al primo posto nella classifica del box office. Sul mercato internazionale, La casa ha incassato in totale 44 770 189 dollari, con risultati importanti in Germania (6535430 $), Russia (5939242 $), Regno Unito (5252030 $), Spagna (3498995 $) e Francia (2717478 $). In Italia il film di Álvarez è arrivato terzo nella classifica del box office per il weekend di apertura, e alla fine della sua corsa ha incassato in totale 1 595 000 euro. Come le altre pellicole del franchise, anche questo remake ha continuato a essere altamente profittevole negli anni successivi alla prima uscita, incrementando gli incassi cinematografici grazie alle proiezioni di seconda visione come le rassegne o gli eventi legati alla saga di Evil Dead, con il mercato dell'home video, dove solo nel 2013 ha incassato 14 785 491 dollari negli Stati Uniti con i DVD e i Blu-ray Disc destinati alla vendita per poi essere ri-distribuito più volte in questi formati negli anni successivi anche in versione unrated cut, e soprattutto con lo streaming, dove nel tempo il film è stato fruibile a livello mondiale in diverse piattaforme (tra cui Netflix) ottenendo ottimi risultati anche nel 2023, dove è arrivato settimo nella classifica del 27 giugno dei film più visti su HBO Max a livello mondiale.

### Critica
Nonostante il successo di pubblico, La casa ha generato critiche discordanti in tutto il mondo, soprattutto se messo a confronto con il film originale e i due sequel diretti da Sam Raimi. Il film, attualmente detiene su Rotten Tomatoes il 63% di critiche positive basato su 204 recensioni scritte da giornalisti specializzati e un voto medio di 6.20/10. Su Metacritic la pellicola ha ottenuto un punteggio di 57/100 basato su 38 recensioni.
Simon Crook, sulla nota rivista britannica Empire, ha criticato l'eccessiva serietà della pellicola considerandola però capace di richiamare alla memoria la violenza e la cattiveria dell'opera originale. Richard Roeper del Chicago Sun-Times ha valutato il film con una stella su quattro, criticandone la mancanza di originalità e la scarsa intelligenza dei personaggi principali, mentre John DeFore di The Hollywood Reporter ha dato al film una recensione positiva, definendolo un "remake che conquisterà il cuore di molti fan dell'originale". Anche in Italia il film di Fede Álvarez non ha messo tutti d'accordo: Alessandra Levantesi, su La Stampa lo ha definito "una minestra riscaldata", mentre Francesco Alò de Il Messaggero ne ha parlato come di un buon remake che fa leva soprattutto sui sensi di colpa dei personaggi principali e su di una violenza disperata.

## Riconoscimenti
- 2013 - Premio Fright Meter 
  - Miglior trucco
  - Migliori effetti speciali
  - Candidatura per il miglior cast
  - Candidatura per il miglior film horror
  - Candidatura per il miglior regista a Fede Álvarez
  - Candidatura per la miglior attrice a Jane Levy
  - Candidatura per il miglior attore non protagonista a Lou Taylor Pucci
  - Candidatura per la miglior colonna sonora a Roque Baños
  - Candidatura per il miglior montaggio a Bryan Shaw
- 2013 - IGN Summer Movie Award 
  - Candidatura per il miglior film horror
- 2014 - Saturn Award
  - Candidatura per il miglior trucco a Patrick Baxter, Jane O’Kane e Roger Murray
- 2014 - Empire Awards
  - Candidatura per il miglior film horror
- 2014 - Fangoria Chainsaw Awards
  - Miglior trucco/Creature FX a Roger Murray e Jane O'Kane
  - Candidatura per il miglior film di grande distribuzione a Fede Álvarez
  - Candidatura per il miglior attore non protagonista a Lou Taylor Pucci
  - Candidatura per il peggior film

## Curiosità
Il regista Fede Álvarez ha dichiarato in alcune interviste che dal suo punto di vista questo film più che un remake di La casa è una sorta di sequel della trilogia di Sam Raimi ambientato in un universo alternativo dove i fatti del primo film, a causa del libro dei morti, si ripetono nuovamente in anni diversi e con nuove persone che ne restano vittime.
Nel 2009 Sam Raimi scrisse insieme a suo fratello Ivan il soggetto per un quarto film della saga che avrebbe dovuto dirigere e in cui sarebbe tornato Bruce Campbell nel ruolo di Ash Williams, ma il progetto, intitolato provvisoriamente Evil Dead IV o Army of darkness II, venne accantonato in favore di questo remake perché una storia rielaborata dai toni cupi e con nuovi personaggi avrebbe avuto più impatto su un pubblico contemporaneo. Lo script venne comunque utilizzato dai due fratelli sei anni dopo come base di partenza per la serie televisiva Ash vs Evil Dead, che fece da seguito ai primi tre film diretti da Raimi, e in cui Campbell tornò finalmente a interpretare il personaggio che lo rese famoso negli anni ottanta e novanta.
L'attrice Sian Davis, che interpreta l'anziana chiromante nel prologo, tre anni più tardi reciterà un altro ruolo in questo franchise, nell'episodio pilota diretto da Sam Raimi di Ash vs Evil Dead.
La carcassa della Oldsmobile del 1973 abbandonata sul retro della casa è un omaggio alla vecchia trilogia di Sam Raimi, dato che è la macchina guidata da Ash (Bruce Campbell) nei tre film. Più tardi Álvarez ha dichiarato che quella carcassa è la stessa dei protagonisti del film originale lasciata lì a marcire.
L'attore neozelandese Jack Whalley, che in origine compariva nel ruolo di Billy Bob, un camionista che soccorreva Mia alla fine del film, è stato completamente tagliato dal montaggio finale. Qualche anno dopo, la sua scena è stata reintegrata nella versione Unrated Cut.
La sequenza in cui Natalie deve vedersela con la sua mano “posseduta” è un palese omaggio del regista al secondo capitolo del franchise, La casa 2 (1987), diretto da Sam Raimi.

## Reboot e opere derivate
Visto il successo di pubblico del film, Sam Raimi, Robert Tapert e Bruce Campbell avevano inizialmente pensato a un sequel sempre diretto da Fede Álvarez e anche a un potenziale spin off in cui i personaggi di Mia (interpretata da Jane Levy) e di Ash Williams (ancora con lo stesso Campbell) si sarebbero incontrati fondendo così i rispettivi “universi” di Evil Dead. Questi due progetti però sono stati presto accantonati in favore di Ash vs Evil Dead, la serie televisiva che funge da sequel ai primi tre film della saga, prodotta dal canale Starz tra il 2015 e il 2018 nell'arco di tre stagioni, e incentrata sul personaggio interpretato da Bruce Campbell. Solo nel 2023 i tre produttori daranno vita a un nuovo film, La casa - Il risveglio del male, diretto da Lee Cronin, che però non sarà un sequel di questo remake, né della trilogia classica e della serie, ma un reboot dell’intera saga con nuovi personaggi e ambientazioni.
Nel 2016 è stato prodotto da Boomdash Digital per iOS e Android un video game tratto dal film e intitolato Evil Dead: Endless Nightmare, giocabile in prima persona. Il discreto successo del gioco ha fatto sì che negli anni successivi venisse adattato anche in due versioni in modalità di realtà virtuale. Queste nuove versioni presentano alcune differenze da quella del 2016, e sono state messe sul mercato con dei titoli diversi: Evil Dead: Virtual Nightmare (2018), fruibile su Oculus GO e Samsung Gear VR, e Evil Dead: Extended Nightmare (2019), realizzata per i dispositivi Android mobili. Nel 2022 Bruce Campbell ha prodotto insieme a Sam Raimi Evil Dead: The Game, considerato tra i videogiochi tratti dalla saga il più profittevole (500 mila copie vendute nei primi cinque giorni di commercializzazione) e anche il più esauriente (ripercorre gli eventi dei primi tre film e della serie televisiva), in cui l'attore ha nuovamente ridato la voce ad Ash Williams (il personaggio è giocabile nelle diverse fasce di età che Campbell aveva nei vari film). Il gioco, realizzato per Playstation 4, Xbox One, Windows e Nintendo Switch, è stato arricchito nei due anni successivi con periodici aggiornamenti extra che ne variavano la trama e aggiungevano altri personaggi, tra cui quello che trattava il remake del 2013 con Mia e David giocabili anche nell'universo principale di Ash. Per questo extra, Shiloh Fernandez è stato richiamato a dare la voce a David, mentre Mia non è stata doppiata da Jane Levy ma dall'attrice Julie Nathanson.